# John Leslie Jambor
John Leslie Jambor (* 1936; † 18. Januar 2008) war ein kanadischer Geologe und Mineraloge.

## Leben und Wirken
Jambor schloss sein Studium der Geologie an der University of British Columbia zunächst als Bachelor und anschließend als Master. Ab 1960 war er Mitarbeiter bei der Geological Survey of Canada in Ottawa. 1966 promovierte er an der Carleton University.
1971 bis 1975 war Jambor als wissenschaftlicher Redakteur und von 1975 bis 1977 Co-Redakteur bei „The Canadian Mineralogist“. Für den „American Mineralogist“ war er von 1989 bis 2007 als Redakteur für neu entdeckte Minerale und daneben als beratender Redakteur von 1991 von 1999  für „Exploration & Mining Geology“ tätig.
1993 kehrte Jambor zurück nach Vancouver, wo er seine Arbeit in Bezug auf Umwelt-Mineralogie als außerordentlicher Professor an der University of Waterloo und der Universität von British Columbia fortsetzte. Zudem wurde er Direktor der Petrologischen Abteilung bei „Leslie Research and Consulting“.
Im Januar 2008 verstarb Jambor nach 10-monatiger Krankheit an Krebs. Er hinterließ seine Frau Lynne und seinen Sohn Jay.

## Mineralbeschreibungen
Jambor beschrieb zahlreiche neue Minerale, wobei er 1967 bei der Analyse von Mineralproben aus dem Steinbruch „Taylor“ nahe Huntingdon im Hastings County in der kanadischen Provinz Ontario mit Guettardit, Launayit, Madocit, Playfairit, Sorbyit, Sterryit, Twinnit und Veenit gleich acht neue Minerale entdeckte. Weitere Erstbeschreibungen, bei denen Jambor als Haupt- oder Co-Autor mitwirkte, sind:
- 1962 Gunningit und Poitevinit
- 1965 Aplowit und Moorhouseit
- 1966 Mckinstryit
- 1968 Weloganit, Tintinait
- 1969 Dadsonit, Muskoxit und Dresserit
- 1977 Hydrodresserit und Strontiodresserit
- 1978 Nickelbischofit und Sabinait
- 1981 Franconit
- 1986 Hochelagait und Montroyalit
- 1993 Harrisonit, Pringleit und Ruitenbergit
- 1998 Gerenit-(Y)
- 1996 Gallobeudantit, Klinoatacamit und Zajacit-(Ce)
- 1999 Sidpietersit
- 2002 Cobaltarthurit
- 2003 Nikischerit
- 2004 Kaliumkarpholith (englisch Potassiccarpholite)
- 2007 Calvertit

## Werke (Auszug)
Bücher
- John L. Jambor, T. J. Barrett: Seafloor Hydrothermal Mineralization. Mineralogist Association of Canada, Montreal 1988
- John L. Jambor, David J. Vaughan: Advanced Microscopic Studies of Ore Minerals. Mineralogical Association of Canada, Ottawa 1990
- John L. Jambor: VMS and Carbonate-hosted Polymetallic Deposits of Central Mexico. British Columbia and Yukon Chamber of Mines 1999
- Charles N. Alpers, John L. Jambor, Darrell Kirk Nordstrom: Sulfate Minerals: Cyristallography, Geochemistry, and Environmental Significance.  Mineralogical Society of America 2000, ISBN 978-0-93995-052-2

Allgemeine Publikationen
- 1967–1968: New lead sulfantimonides from Madoc, Ontario. Teil 1–3. In: Canadian Mineralogist Band 9, S. 7–24; S. 191–213 und S. 505–521
- 1972: The silver-arsenide deposits of the Cobalt-Gowganda Region, Ontario. In: Canadian  Mineralogist. Band 11, S. 1–7; S. 12–33; S. 34–75; S. 232–262; S. 272–304; S. 305–319; S. 320–357 und S. 402–413
- 1999: Nomenclature of the alunite supergroup. In: Canadian Mineralogist. Band 37, S. 1323–1441

## Ehrungen
- 1970 „Hawley Award“
- 1971 Benennung des neu entdeckten Minerals Jamborit nach ihm
- 1977 „Queen’s Silver Jubilee Medal“
- 1992 Auszeichnung mit der „Leonard G. Berry Medal“[2] und Ehrenmitgliedschaft auf Lebenszeit bei der Mineralogical Association of Canada
- 1993 „Julian Boldy Memorial Award“ des Canadian Institute of Mining, Metallurgy and Petroleum (CIM)[3]
- 2002 „Peacock Medal“ (ehemals Past Presidents’ Medal)[4]